# Mesa de Tecolotillo
Mesa de Tecolotillo är en ort i Mexiko.   Den ligger i kommunen Fresnillo och delstaten Zacatecas, i den centrala delen av landet, 600 km nordväst om huvudstaden Mexico City. Mesa de Tecolotillo ligger 2 159 meter över havet och antalet invånare är 115.
Terrängen runt Mesa de Tecolotillo är kuperad åt nordväst, men åt sydost är den platt. Runt Mesa de Tecolotillo är det ganska glesbefolkat, med 38 invånare per kvadratkilometer. Närmaste större samhälle är Colonia Montemariana, 3,7 km öster om Mesa de Tecolotillo. Omgivningarna runt Mesa de Tecolotillo är i huvudsak ett öppet busklandskap.